# Embonycha interrupta
Embonycha interrupta (лат.) — вид эмбий. Единственный представитель рода Embonycha и семейства Embonychidae. Эндемики Юго-Восточной Азии (горы в северном Вьетнаме, Cha Pa, рядом с южной границей Китая). Длина тела 11 мм. Усики длинные, состоят из 16 члеников. Гениталии самцов асимметричные.